# Canimated Nooz Pictorial, No. 22
Canimated Nooz Pictorial, No. 22 è un cortometraggio muto del 1917. Il nome del regista non viene riportato nei crediti.

## Produzione
Il film fu prodotto dalla Essanay Film Manufacturing Company.

## Distribuzione
Uscito in sala il 10 gennaio 1917, nelle proiezioni veniva programmato con il sistema dello split reel, accorpato in un'unica bobina con un altro cortometraggio della Essanay, il documentario Yosemite Valley, No. 2.